# إلياس سولبرغ
إلياس سولبرغ (بالنرويجية البوكمول: Elias Sebastian Solberg)‏ هو لاعب كرة قدم نرويجي في مركز الوسط، ولد في 3 مارس 2004. لعب مع Ullensaker/Kisa IL ‏.

## وصلات خارجية
- إلياس سولبرغ على موقع اتحاد النرويج (النرويجية)
- إلياس سولبرغ على موقع قاعدة بيانات كرة القدم.إي يو (الإنجليزية)
- إلياس سولبرغ على موقع Soccerway.com (الإنجليزية)